# فردریک کافمن
فردریک کافمن (انگلیسی: Frederick Kaufman؛ ۱۳ سپتامبر ۱۹۱۹ - ۱۹۸۵) یک شیمی‌دان اهل ایالات متحده آمریکا بود.